# 先端デザイン
先端デザイン（せんたんデザイン）とは、先端性を背景としたデザイン対象領域。
デザインされる人工物が高度化、統合化されるにしたがって、これまでデザインやその考え方が及んでいなかった領域に対してもデザインを導入することが必要とされ始めた。
その必要性から、先端技術によってデザインする事や、これまでデザイン対象となっていなかった分野にもデザイン領域を広げる試みが行われている。